# Trnova (Sanski Most)
Trnova falu Bosznia-Hercegovinában, a Bosznia-hercegovinai Föderáció Una-Szanai kantonjában, Sanski Most községben.

## Fekvése
Bosznia-Hercegovina északnyugati részén, Bihácstól légvonalban 62, közúton 89 km-re keletre, Sanski Most központjától légvonalban 4, közúton 5 km-re északra fekvő sík területen, a Szana-folyó jobb partján, a Pilješka-patak torkolatánál fekszik. A falu a következő részekből áll: Donja Trnova (a központ, ahol a mecset található), Lugovi vagy Gornja Trnova (ez volt a régi falu, mely a háborúban teljesen elpusztult és ma szinte lakatlan, területe jobbára erdő) és Vis (itt cigányházak álltak).

## Népessége
| Nemzetiségi csoport | Népesség 1991 | Népesség 2013 |
| ------------------- | ------------- | ------------- |
| Szerb               | 15            | 0             |
| Bosnyák             | 415           | 767           |
| Horvát              | 46            | 12            |
| Jugoszláv           | 2             | 0             |
| Egyéb               | 11            | 4             |
| Összesen            | 489           | 783           |

## Története

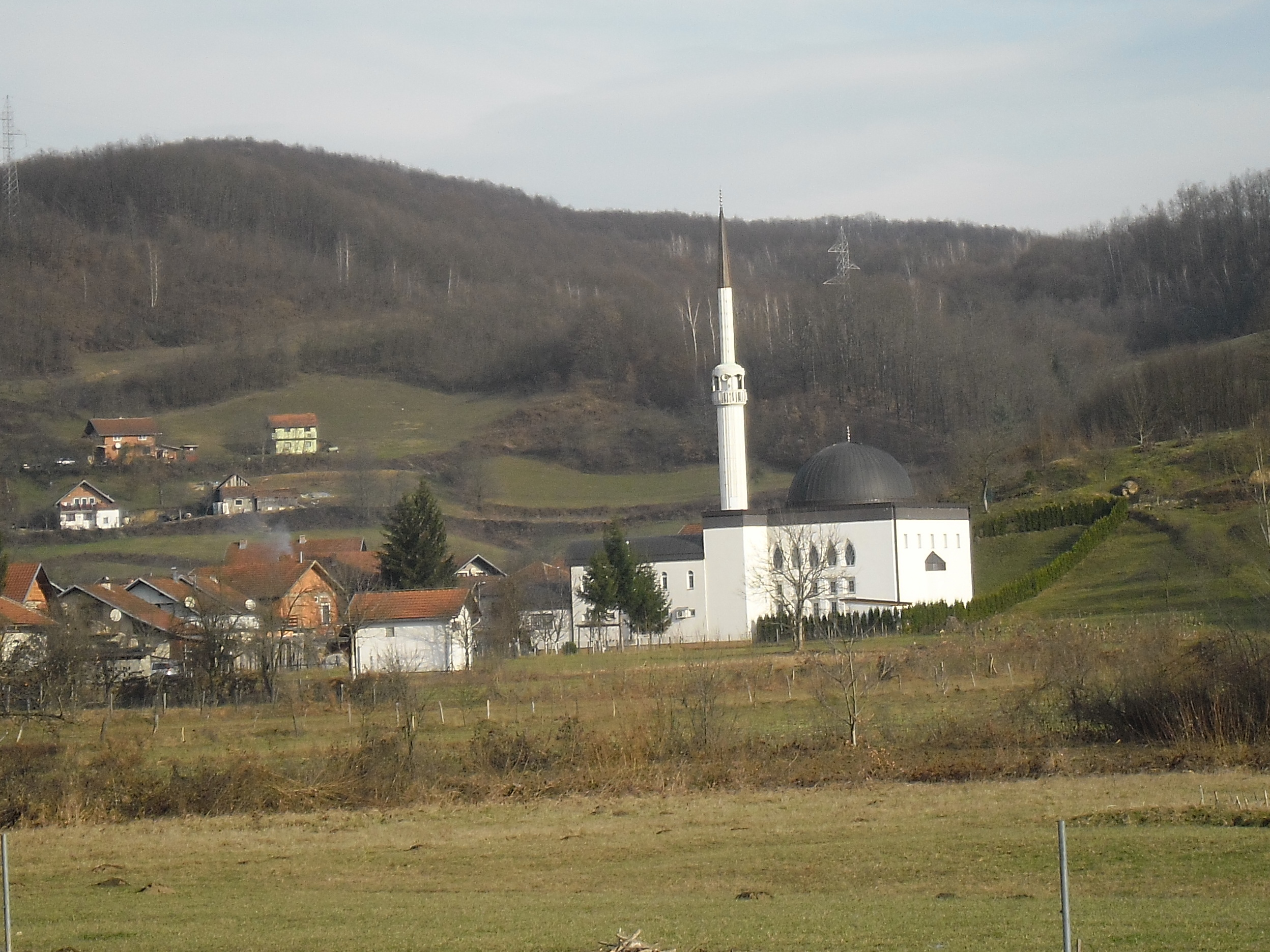
A trnovai mecset

Trnovát az ókorban római útiállomásként tartották számon, bár jelenleg nincsenek római régészeti lelőhelyek, de a Szana jobb partján egy kiemelkedő magaslaton a falunak van egy ókori (késő bronz- és/vagy vaskorszak) lelőhelye, amely egy ókori illír erőd volt, és amely a Szana folyó körüli síkságot uralta. Jóval később a törököknek is volt erődje ezen a helyen. Valószínűleg a terep további kutatásával római lelőhelyre is bukkannának. Később az oszmánoknak erődje volt ezen a helyen. Ivan Jukić szerzetes 1843-ban írt útleírásaiban Trnovát, Niže Brdarah néven említi, ahol egy új hídon át kelhetünk át a Szanán. Ennek a hídnak a létét, mely a mai Podlug és Trnova között ívelt át a Szanán más forrás is megerősíti. A kémkedés céljából Boszniába küldött Božić bródi altiszt is leírja, hogy valószínűleg ez az a régi híd, amely már a 18. században is állt, de tönkrement és megsemmisült, és amely helyett a Stari Majdan-i kapitány ugyanott egy újat építtetett. Ezen a hídon át ment a forgalom Stari Majdanról Banja Luka felé. A falunak 1879-ben 373 lakosa volt, melyből 293 muzulmán és 80 római katolikus volt. Ennek megfelelően Trnova két részre, Trnova Katolička és Trnova Turska részekre oszlott. A muzulmánok a sasinai gyülekezethez tartoztak. 1910-ben Trnovának már 615 lakosa volt. 1941-ben azok közé a falvak közé tartozott, ahol muzulmánok, katolikusok és ortodoxok együtt éltek.
A boszniai háború alatt 1992. május 28-án kezdődött meg a szerb erők támadása Trnova ellen, amely a helyi nemszerb lakosok meggyilkolásával, tömeges kiűzésével és a porig égett falu teljes megsemmisítésével végződött. Az első szerb erők által megtámadott civil lakos Mesud Suda Begić volt, akit az erdőbe hajszoltak és ott megölték. Ezt követően Trnova lakosait a helyi iskola elé terelték, ahol különválasztották a férfiakat a nőktől és a gyerekektől. A férfiakat ezután a keratermi, manjačai és betonirkai fogolytáborokba szállították, a többi helyi lakost pedig kiűzték a faluból. 1992. július 26. és 27. közötti éjszakán megkezdődött a falu ágyúzása. A falu területét a háború alatt aláaknázták.
1992. október 9. és 10. között Senad Šupuk házát, amely a falu bejáratánál található, fogolytábornak használták. 1995. október 9-én Željko Ražnatović félkatonai egységének tagjai Sanski Most és Ključ környékéről hoztak ide egy 13 fős bosnyák csoportot, akiket korábban a szerb hatóságok kényszermunkára alkalmaztak. Az éjszaka folyamán ennek a félkatonai egységnek a tagjai fizikai bántalmazás és verés után több fogvatartott táborlakót lemészároltak, a tábor többi rabját pedig agyonlőtték. Két súlyosan megsebesült fogvatartott azonban életben maradt. Egyikük Safet Kurbegović, aki három lövést is túlélt, és összesen több mint 30 lövést számolt össze. 1995. október 13-án, e területek felszabadítása során a bosznia-hercegovinai hadsereg tagjai megtalálták a további 11 meggyilkolt fogoly holttestét.
Trnova a terület nagysága, valamint a háztartások száma (250) szerint a közepesen lakott helyek közé tartozik Sanski Most község területén. A helyi muszlim gyülekezetben az első mecset 1938-ban épült. A régi mecset a mai új mecset háremének területén állt, amelyet 1992-ben újjáépítettek, és a boszniai háborúban a barbár felgyújtás és lerombolás után 2009 nyarán nyitották meg újra. A mecset központi imaterét minden szükséges kiegészítővel ellátták, így bejárati rész, mosdóval és muszlim iskola is épült hozzá. A minaretet úgy helyezték el, hogy a hozzá tartozó létesítményekhez csatlakozzon. Az épület teljes alaprajzi területe 303,20 m2, míg a központi imaterület 200 m2, a mahfil pedig 58,20 m2. A trnovaiak több ezer órát fektettek az építésébe, szinte minden nap dolgoztak, olyan áron is, hogy elhanyagolták magánéleti kötelezettségeiket.
2012 májusában a nagy szanai árvíz rengeteg mezőgazdasági területet és lakóépületet tönkretett.

## Kultúra
Minden év május végén a sportpályán, a helyi iskola előtt rendezvényt tartanak „1992 májusának emlékezete” címmel. Az esemény szinte mindig két napig tart, és egy májusi pénteken és szombaton kerül megrendezésre. Az eseménnyel együtt 2008 óta minden évben megrendezik a „Mesud Sudo Begić” labdarúgó emléktornát.

## Oktatás
A falu első iskoláját 1950-ben Idriz Crnikć magánházában nyitották meg. 1957-ben egy 125 m2-es új iskolaépület is épült két tanteremmel. Az iskolában nincs pedagóguslakás, és nincs játszótere. Az iskola egy ideig ötéves volt. 1960/61 130 tanuló és 4 osztály volt. Az általános iskolák 1963. január 1-jei központosításával ez az iskola a Sanski Most-i „Vuk Karađić” iskola területi iskolája lett. 1972-ig öt-hat osztályos iskolaként működött. 1985/86-ban 68 tanulója és két osztálya volt.

## Sport
Az előző években elhanyagolt, sűrű növényzettel benőtt futballstadiont 2010-ben felújították. A stadion minden kiszolgáló létesítmánnyel rendelkezik, így öltözőkkel és a 200 férőhelyes lelátókkal. A megnyitó 2010. július 26-án volt. A falu futballklubja az NK "Trnova".

## Nevezetességei
- Gradina – illír erődítmény maradványa a Szana jobb partján egy 275 méteres magaslaton. A helyén épített török vár maradványaival. Az ellipszis alaprajzú plató méretei 80x45 méter. A platót a könnyebben megközelíthető oldalán félköríves falak védték. Korát a késő bronzkorban és a vaskorban határozták meg.[17]

- A falu mecsetét 2009-ben nyitották meg, miután az 1992-es lerombolása után újjáépítették.

## Fordítás
- Ez a szócikk részben vagy egészben  a   Trnova (Sanski Most) című bosnyák Wikipédia-szócikk ezen változatának fordításán alapul.  Az eredeti cikk szerkesztőit annak laptörténete sorolja fel. Ez a jelzés csupán a megfogalmazás eredetét és a szerzői jogokat jelzi, nem szolgál a cikkben szereplő információk forrásmegjelöléseként.